# تريسول

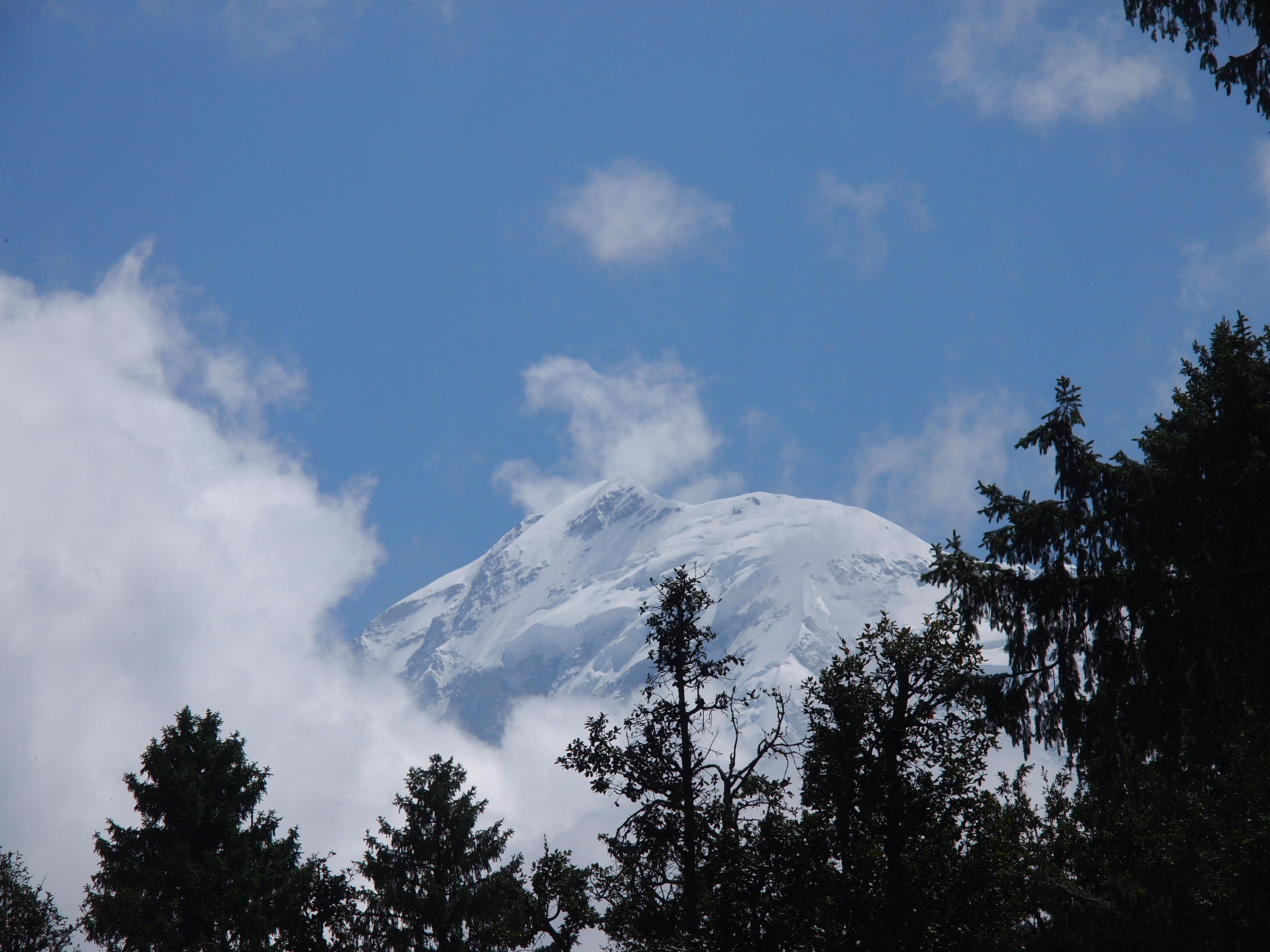
قمة تريسول 1 التي ترتفع 7120م

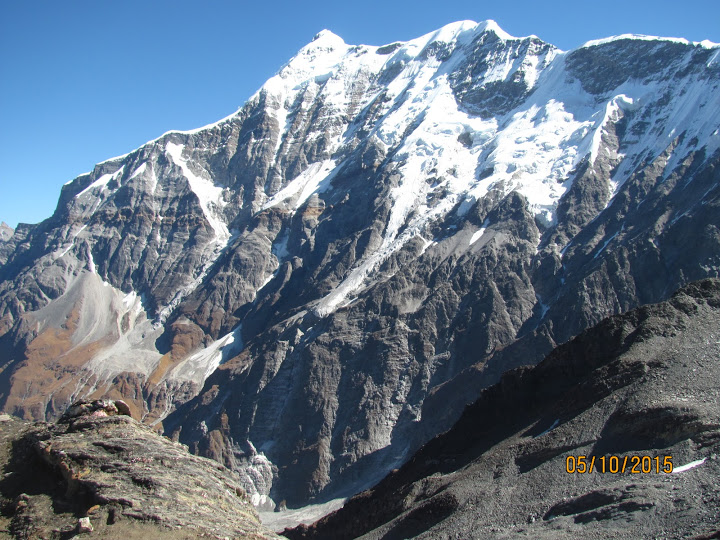
تريسول كما تظهر من جورا غالي

تريسول ((بالهندية: त्रिसूल)‏) هي مجموعة من ثلاثة جبال في الهيمالايا في غرب كوماون، يصل ارتفاع أعلاها (تريسول 1) إلى 7120م. تشبه القمم الثلاث ترايدنت: في الهندية/السنسكريتية، تريشولا أي ترايدنت هو سلاح شيفا. تشكل مجموعة تريسول مجموعة أشكال الركن الجنوبي الغربي من حلقة من القمم تطوق حرم ناندا ديفي، حوالي 15 كيلومترا غرب-جنوب غرب جبل ناندا ديفي. القمة الرئيسية تريسول 1 كانت أول قمة فوق 7,000 م (22,970 قدم) يتم تسلقها، وكان ذلك في عام 1907.

## وصف الكتلة الصخرية والقمم المجاورة
القمم الثلاث مسماة تريسول 1 وتريسول 2 وتريسول 3. الكتلة الصخرية هي سلسلة تمتد من الشمال إلى الجنوب، من تريسول 1 في الطرف الشمالي وتريسول 3 في الجنوبي. لأن الكتلة الصخرية تمتد تقريبا من الشمال إلى الجنوب، تظهر مضغوطة عندما ينظر اليها من الجنوب (رانيخيت وكاوساني) ، وممتدة عندما ينظر إليها من الجنوب الشرقي (شامولي وبيديني بوغيال).
تقع ناندا غونتي على بعد بضعة كيلومترات إلى الشمال الغربي، في حين تقع مريغثوني في الجوار إلى الجنوب الشرقي.
| الجبل    | الارتفاع (متر) | الارتفاع (قدم) | الإحداثيات                                    | البروز (متر) | أول تسلق |
| -------- | -------------- | -------------- | --------------------------------------------- | ------------ | -------- |
| تريسول 1 | 7,120          | 23,359         | 30°18′46″N 79°46′38″E / 30.31278°N 79.77722°E | 1616         | 1907     |
| تريسول 2 | 6,690          | 21,949         | 30°17′24″N 79°46′12″E / 30.29000°N 79.77000°E | <200         | 1960     |
| تريسول 3 | 6,007          | 19,708         | 30°15′00″N 79°46′12″E / 30.25000°N 79.77000°E | <200         | 1960     |

## تاريخ التسلق

### تريسول 1

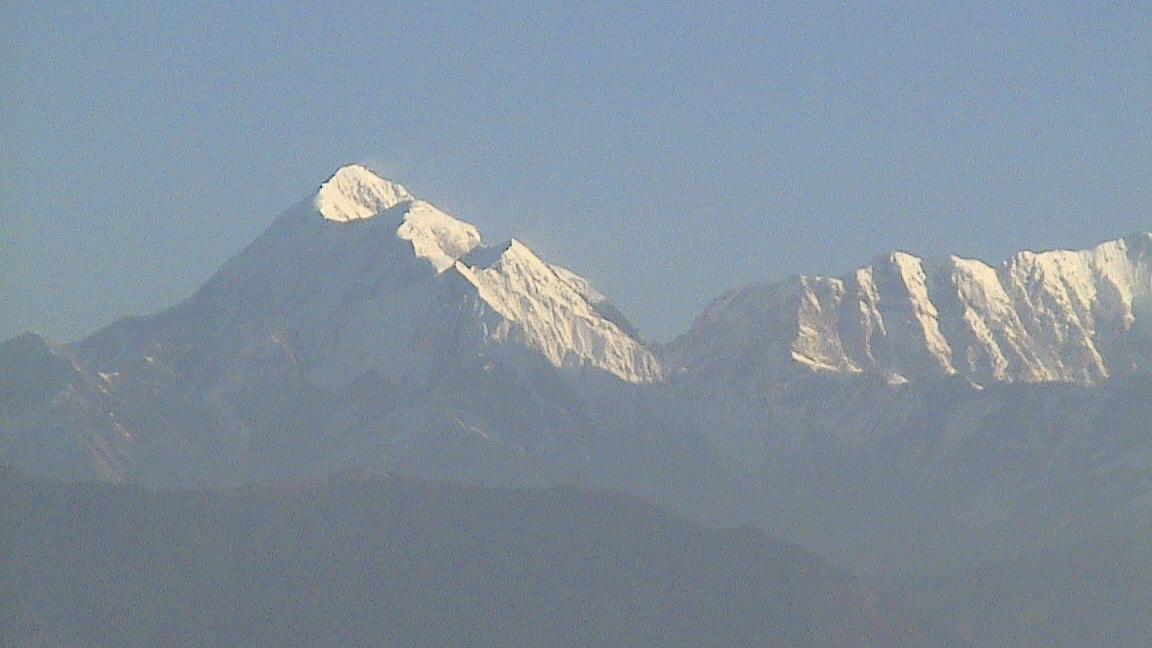
تريسول من كاوساني، أوتاراخند

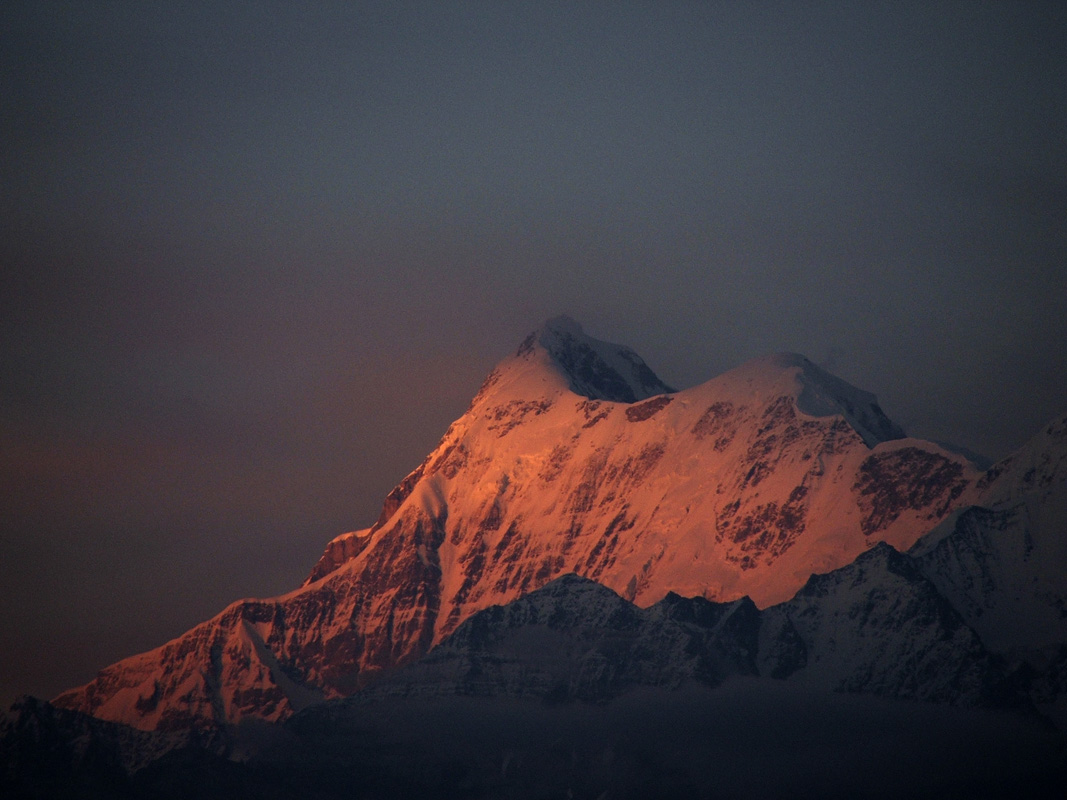
شروق الشمس على تريسول

قام ت. ج. لونغستاف بأول عملية تسلق استطلاعي لتريسول في سبتمبر من عام 1905، وركز على الجهتين الغربية والجنوبية. عاد في عام 1907 مع اثنين من البريطانيين، وثلاثة من مرشدي جبال الألب، وعدد من الجوركا. صعدوا عبر وادي ريشيغانغا إلى الشمال من القمة، على صخرة تريسول الجليدية، التي تقع على الجانب الشرقي. من هناك صعدوا الجناح الشرقي إلى السلسلة الشمالية، وصولا إلى القمة في 12 يونيو. في ذلك الوقت، كان تريسول غالبا أعلى قمة يتم تسلقها. كانت رحلة التسلق هذه الأولى التي يستخدم فيها الأكسجين التكميلي. خلال عقد 1950 قاد هارولد ويليامز بعثات للجيش الهندي إلى القمة.
تم تسلق تريسول 1 باستخدام مسارات على الوجه الغربي والسلسلة الجنوبية منه. في الغرب كان أول تسلق للوجه الغربي في عام 1976 وكان هذه أول صعود للقمة الرئيسية لا يستخدم طريق الصعود الأول.

### تريسول 2 و3
تم تسلق تريسول 2 وتريسول 3 لأول مرة عام 1960 من قبل الفريق اليوغوسلافي جاهو 1 (sl
). تسلقوا من صخرة بيدالغوار الجليدية، ووصلوا إلى قمة تريسول 2 عن طريق السلسلة الجنوبية وتريسول 3 عن طريق السلسلة الشمالية.
تمكنت بعثة يوغوسلافية أخرى من قطع القمم الثلاثة لأول مرة في 1987، وطار عضوان من البعثة باستخدام المظلات من القمة.

## معلومات عامة
كان أليكس كونافر عضوا في البعثة اليوغوسلافية الأولى التي صعدت جبل تريسول في 1960. في عام 1987، تسلقت ابنته فلاستا كونافر تريسول 1، وكانت إحدى الطائرين بالمظلة.

## الوصول
يمكن الوصول للكتلة الصخرية تريسول عبر الطريق التالية: ألمورا، كاوساني، غارور، غوالدام، ديبال، باغارباد، وان، بيديني بوغيال، كالو فينياك، روبكوند، تريسول.